# Lyubery
Los Lyubers o Lyuberas eran un grupo de jóvenes, incluso una tribu urbana soviética de la década de 1980. Su origen se encuentra en Lyubertsy, un suburbio de Moscú. Se dedicó a un estilo de vida atlético, participando en actividades como culturismo, boxeo, atletismo, ejercicios gimnásticos y otras formas de deporte.

## Historia
Lyubertsy era uno de los centros de la región de la capital, donde en las décadas de 1970 y 1980, a raíz de los preparativos para los Juegos Olímpicos de 1980, con el apoyo de las autoridades locales, se desarrollaron activamente escuelas de deportes de potencia. Se puso de moda la afición por el culturismo , que, a pesar de la prohibición formal, se estaba desarrollando activamente en la ciudad. Un papel significativo en la formación de la subcultura lyubery estuvo determinado por la aparición a principios de la década de 1980 de pequeños grupos de neonazis que periódicamente organizaban diversas actuaciones (por ejemplo, el 20 de abril de 1979 y 1981, programado para coincidir con el cumpleaños de Hitler). El 20 de abril de 1982, en la plaza Pushkinskaya, tuvo lugar el primer enfrentamiento masivo de lyuberianos con neofascistas de Moscú, que terminó en asalto. Según varios datos, la Milítsiya de Moscú, que también iba a dispersar a los neofascistas, aprovechó en parte la ayuda de los residentes de Lyubertsy
Los Lyubery siempre se apegaron a ciertos principios como la lucha justa y nunca atacar a mujeres y parejas. Al principio, las actividades del Lyuber no se cubrieron de ninguna manera en la prensa. El público en general se enteró por primera vez de su existencia en junio de 1986, después de un artículo en el periódico " Rusia Soviética ". La nota informaba que en la noche del 9 de mayo, una columna de jóvenes caminaba por la Plaza Roja , coreando “¡Lyubertsy! ¡Lyubertsy! " Desde el otoño del mismo año, la mayoría de los periódicos y revistas centrales comenzaron a escribir sobre ellos (en particular, Komsomolskaya Pravda, Ogonyok , Leninskoe Znamya, Literaturnaya Gazeta  En términos de preferencias musicales, los lyuberianos no se diferenciaron del resto de la juventud. Ellos mismos escucharon mayoritariamente éxitos de los 80, aunque algunos admitieron que “les encanta escuchar metal”, pero no reconocen la aparición de representantes de las subculturas occidentales. Posteriormente se le añadió la música de los grupos Lube y DDT
A medida que el programa de la Perestroika abrió la economía de mercado, algunos de los Lyubers recurrieron al crimen organizado, pero esto fue absorbido por un grupo más grande en la década de 1990.